# Baia di Posadowsky
La baia di Posadowsky è un'ampia baia situata sulla costa Pravda, nella Terra di Guglielmo II, in Antartide. In particolare, la bocca della baia è delimitata a ovest da capo Penck e, a est, da capo Filchner. La superficie della baia è quasi interamente occupata dai ghiacci della piattaforma glaciale Ovest, la quale viene qui alimentata da diversi ghiacciai, tra cui il Philippi, il Posadowsky e lo Zybkij.

## Storia
Già osservata durante la spedizione antartica russa svolta dal 1819 al 1821 al comando di Fabian Gottlieb von Bellingshausen, la baia di Posadowsky è stata poi nuovamente visitata anche nel 1902 dalla prima spedizione antartica tedesca, svolta dal 1901 al 1903 al comando di Erich von Drygalski. Proprio Drygalski la battezzò con il suo attuale nome in onore del conte Arthur von Posadowsky-Wehner, ministro dell'interno dell'Impero tedesco, che garantì il supporto dello Stato alla sopraccitata spedizione di Drygalski.